# Pulau Borang
Pulau Borang is een bestuurslaag in het regentschap Banyuasin van de provincie Zuid-Sumatra, Indonesië. Pulau Borang telt 4202 inwoners (volkstelling 2010).